# 2341 Aoluta
A 2341 Aoluta (ideiglenes jelöléssel 1976 YU1) a Naprendszer kisbolygóövében található aszteroida. Ljudmila Ivanovna Csernih fedezte fel 1976. december 16-án.